# Karbonit
Karbonit – materiał wybuchowy amonowo-saletrzany, stosowany w kopalniach węglowych, w których występuje pył węglowy.

## Skład karbonitu
- Azotan amonu NH4NO3
- Nitrogliceryna (C3H5(ONO2)3) lub nitroglikol
- Trotyl (CH3-C6H2-(NO2)3) i dinitrotoulen (2,4 – (O2N)2-C6H3-CH3),
- Chlorek sodu - NaCl
- Mączka drzewna